# WTA Tour 2014
Die WTA Tour 2014 war der 44. Jahrgang der Tennis-Turnierserie, die von der Women’s Tennis Association veranstaltet wird.
Die Teamwettbewerbe Hopman Cup und Fed Cup werden wie die Grand-Slam-Turniere nicht von der WTA, sondern von der ITF organisiert. Hier werden sie dennoch aufgeführt, weil die Spitzenspielerinnen dort in der Regel spielen.

## Änderungen
Gegenüber 2013 erfuhr der Turnierkalender folgende Änderungen:
- Die Turniere WTA Budapest, WTA San Diego, WTA Memphis, WTA Brüssel und WTA Palermo[3] waren nicht mehr Teil der Tour
- Die Turniere WTA Istanbul und WTA Hongkong waren wieder zurück im Turnierkalender
- Die Turniere WTA Rio de Janeiro, WTA Tianjin, WTA Bukarest und WTA Wuhan waren neu im Turnierkalender[4]
- Die Turniere WTA Acapulco und WTA Katowice wechselten den Belag von Sandplatz auf Hartplatz
- Das WTA Tokio wurde ein Turnier der Kategorie Premier (vorher Premier 5)
- Das WTA Birmingham hat nun die Kategorie Premier (vorher International).

## Turnierplan
| Kategorie              |
| ---------------------- |
| Grand Slam             |
| Jahresendveranstaltung |
| Premier Mandatory      |
| Premier 5              |
| Premier                |
| International          |

| Sonstige   |
| ---------- |
| Hopman Cup |
| Fed Cup    |

### Erklärungen
Die Zeichenfolge von z. B. 128E/96Q/64D/32M hat folgende Bedeutung:

128E = 128 Spielerinnen spielen im Einzel

96Q = 96 Spielerinnen spielen die Qualifikation

64D = 64 Paarungen spielen im Doppel

32M = 32 Paarungen spielen im Mixed

### Januar
| Datum 1         | Turnier                                                                                       | Sieger(in)                           | Finalgegner(in)                        | Ergebnis          |
| --------------- | --------------------------------------------------------------------------------------------- | ------------------------------------ | -------------------------------------- | ----------------- |
| 30.12.          | Hyundai Hopman Cup Perth, Australien ITF – A$ Hartplatz                                       | Alizé Cornet Jo-Wilfried Tsonga      | Agnieszka Radwańska Grzegorz Panfil    | 2:1               |
| 30.12.          | Brisbane International Brisbane, Australien Premier – 1.000.000 $ Hartplatz – 30E/32Q/16D     | Serena Williams                      | Wiktoryja Asaranka                     | 6:4, 7:5          |
| 30.12.          | Brisbane International Brisbane, Australien Premier – 1.000.000 $ Hartplatz – 30E/32Q/16D     | Alla Kudrjawzewa Anastasia Rodionova | Kristina Mladenovic Galina Woskobojewa | 6:3, 6:1          |
| 30.12.          | Shenzhen Open Shenzhen, Volksrepublik China International – 500.000 $ Hartplatz – 32E/16Q/16D | Li Na                                | Peng Shuai                             | 6:4, 7:5          |
| 30.12.          | Shenzhen Open Shenzhen, Volksrepublik China International – 500.000 $ Hartplatz – 32E/16Q/16D | Monica Niculescu Klára Zakopalová    | Ljudmyla Kitschenok Nadija Kitschenok  | 6:3, 6:4          |
| 30.12.          | ASB Classic Auckland, Neuseeland International – 250.000 $ Hartplatz – 32E/32Q/16D            | Ana Ivanović                         | Venus Williams                         | 6:2, 5:7, 6:4     |
| 30.12.          | ASB Classic Auckland, Neuseeland International – 250.000 $ Hartplatz – 32E/32Q/16D            | Sharon Fichman Maria Sanchez         | Lucie Hradecká Michaëlla Krajicek      | 2:6, 6:0, [10:4]  |
| 06.01.          | Apia International Sydney Sydney, Australien Premier – 710.000 $ Hartplatz – 30E/48Q/16D      | Zwetana Pironkowa                    | Angelique Kerber                       | 6:4, 6:4          |
| 06.01.          | Apia International Sydney Sydney, Australien Premier – 710.000 $ Hartplatz – 30E/48Q/16D      | Tímea Babos Lucie Šafářová           | Sara Errani Roberta Vinci              | 7:5, 3:6, [10:7]  |
| 06.01.          | Hobart International Hobart, Australien International – 250.000 $ Hartplatz – 32E/32Q/15D     | Garbiñe Muguruza                     | Klára Zakopalová                       | 6:4, 6:0          |
| 06.01.          | Hobart International Hobart, Australien International – 250.000 $ Hartplatz – 32E/32Q/15D     | Monica Niculescu Klára Zakopalová    | Lisa Raymond Zhang Shuai               | 6:2, 6:75, [10:8] |
| 13.01.          | Australian Open Melbourne, Australien Grand Slam – 33.000.000A$ Hartplatz – 128E/96Q/64D/32M  | Li Na                                | Dominika Cibulková                     | 7:63, 6:0         |
| 13.01.          | Australian Open Melbourne, Australien Grand Slam – 33.000.000A$ Hartplatz – 128E/96Q/64D/32M  | Sara Errani Roberta Vinci            | Jekaterina Makarowa Jelena Wesnina     | 6:4, 3:6, 7:5     |
| 13.01.          | Australian Open Melbourne, Australien Grand Slam – 33.000.000A$ Hartplatz – 128E/96Q/64D/32M  | Kristina Mladenovic Daniel Nestor    | Sania Mirza Horia Tecău                | 6:3, 6:2          |
| 27.01.          | Open GDF Suez (Halle) Paris, Frankreich Premier – 710.000 $ Hartplatz – 28E/32Q/16D           | Anastassija Pawljutschenkowa         | Sara Errani                            | 3:6, 6:2, 6:3     |
| 27.01.          | Open GDF Suez (Halle) Paris, Frankreich Premier – 710.000 $ Hartplatz – 28E/32Q/16D           | Anna-Lena Grönefeld Květa Peschke    | Tímea Babos Kristina Mladenovic        | 7:67, 4:6, [10:5] |
| 26.01. – 02.02. | PTT Pattaya Open Pattaya, Thailand International – 250.000 $ Hartplatz – 32E/16Q/16D          | Jekaterina Makarowa                  | Karolina Plíšková                      | 6:3, 7:67         |
| 26.01. – 02.02. | PTT Pattaya Open Pattaya, Thailand International – 250.000 $ Hartplatz – 32E/16Q/16D          | Shuai Peng Shuai Zhang               | Alla Kudrjawzewa Anastasia Rodionova   | 3:6, 7:65, [10:6] |

### Februar
| Datum 1 | Turnier | Siegerin                                    | Finalgegnerin                                | Ergebnis          |
| ------- | --- | ------------------------------------------- | -------------------------------------------- | ----------------- |
| 03.02.  | Fed Cup, 1. Runde Cleveland, Vereinigte Staaten Hartplatz (Halle) Sevilla, Spanien Sandplatz Bratislava, Slowakei Hartplatz (Halle) Hobart, Australian Hartplatz | Italien Tschechien Deutschland Australien   | Vereinigte Staaten Spanien Slowakei Russland | 3:1 3:2 3:1 4:0   |
| 10.02.  | Qatar Total Open Doha, Katar Premier 5 – 2.440.070 $ Hartplatz – 56E/32Q/26D                                                                                     | Simona Halep                                | Angelique Kerber                             | 6:2, 6:3          |
| 10.02.  | Qatar Total Open Doha, Katar Premier 5 – 2.440.070 $ Hartplatz – 56E/32Q/26D                                                                                     | Shuai Peng Hsieh Su-wei                     | Květa Peschke Katarina Srebotnik             | 6:4, 6:0          |
| 17.02.  | Rio Open Rio de Janeiro, Brasilien International – 250.000 $ Sandplatz – 32E/16Q/16D                                                                             | Kurumi Nara                                 | Klára Zakopalová                             | 6:1, 4:6, 6:1     |
| 17.02.  | Rio Open Rio de Janeiro, Brasilien International – 250.000 $ Sandplatz – 32E/16Q/16D                                                                             | Irina-Camelia Begu María Irigoyen           | Johanna Larsson Chanelle Scheepers           | 6:2, 6:0          |
| 17.02.  | Dubai Duty Free Tennis Championships Dubai, Vereinigte Arabische Emirate Premier – 2.000.000 $ Hartplatz 28E/32Q/16D                                             | Venus Williams                              | Alizé Cornet                                 | 6:3, 6:0          |
| 17.02.  | Dubai Duty Free Tennis Championships Dubai, Vereinigte Arabische Emirate Premier – 2.000.000 $ Hartplatz 28E/32Q/16D                                             | Alla Kudrjawzewa Anastasia Rodionova        | Raquel Kops-Jones Abigail Spears             | 6:2, 5:7, [10:8]  |
| 24.02.  | Abierto Mexicano TELCEL Acapulco, Mexiko International – 250.000 $ Hartplatz – 32E/32Q/16D                                                                       | Dominika Cibulková                          | Christina McHale                             | 7:63, 4:6, 6:4    |
| 24.02.  | Abierto Mexicano TELCEL Acapulco, Mexiko International – 250.000 $ Hartplatz – 32E/32Q/16D                                                                       | Kristina Mladenovic Galina Woskobojewa      | Petra Cetkovská Ivata Melzer                 | 6:3, 2:6, [10:5]  |
| 24.02.  | Brasil Tennis Cup Florianópolis, Brasilien International – 250.000 $ Hartplatz – 32E/24Q/16D                                                                     | Klára Zakopalová                            | Garbiñe Muguruza                             | 4:6, 7:5, 6:0     |
| 24.02.  | Brasil Tennis Cup Florianópolis, Brasilien International – 250.000 $ Hartplatz – 32E/24Q/16D                                                                     | Anabel Medina Garrigues Jaroslawa Schwedowa | Francesca Schiavone Silvia Soler Espinosa    | 7:61, 2:6, [10:3] |

### März
| Datum 1 | Turnier                                                                                                   | Siegerin                                    | Finalgegnerin                      | Ergebnis          |
| ------- | --- | ------------------------------------------- | ---------------------------------- | ----------------- |
| 03.03.  | BNP Paribas Open Indian Wells, Vereinigte Staaten Premier Mandatory – 5.946.740 $ Hartplatz – 96E/48Q/32D | Flavia Pennetta                             | Agnieszka Radwańska                | 6:2, 6:1          |
| 03.03.  | BNP Paribas Open Indian Wells, Vereinigte Staaten Premier Mandatory – 5.946.740 $ Hartplatz – 96E/48Q/32D | Hsieh Su-wei Peng Shuai                     | Cara Black Sania Mirza             | 7:65, 6:2         |
| 17.03.  | Sony Open Tennis Miami, Vereinigte Staaten Premier Mandatory – 5.427.105 $ Hartplatz – 96E/48Q/32D        | Serena Williams                             | Li Na                              | 7:5, 6:1          |
| 17.03.  | Sony Open Tennis Miami, Vereinigte Staaten Premier Mandatory – 5.427.105 $ Hartplatz – 96E/48Q/32D        | Martina Hingis Sabine Lisicki               | Jekaterina Makarowa Jelena Wesnina | 4:6, 6:4, [10:5]  |
| 31.03.  | Family Circle Cup Charleston, Vereinigte Staaten Premier – 710.000 $ Sandplatz (grün) – 56E/48Q/16D       | Andrea Petković                             | Jana Čepelová                      | 7:5, 6:2          |
| 31.03.  | Family Circle Cup Charleston, Vereinigte Staaten Premier – 710.000 $ Sandplatz (grün) – 56E/48Q/16D       | Anabel Medina Garrigues Jaroslawa Schwedowa | Chan Hao-ching Chan Yung-jan       | 7:64, 6:2         |
| 31.03.  | Monterrey Open Monterrey, Mexiko International – 500.000 $ Hartplatz – 32E/32Q/16D                        | Ana Ivanović                                | Jovana Jakšić                      | 6:2, 6:1          |
| 31.03.  | Monterrey Open Monterrey, Mexiko International – 500.000 $ Hartplatz – 32E/32Q/16D                        | Darija Jurak Megan Moulton-Levy             | Tímea Babos Wolha Hawarzowa        | 7:65, 3:6, [11:9] |

### April
| Datum 1 | Turnier | Siegerin                                 | Finalgegnerin                    | Ergebnis         |
| ------- | --- | ---------------------------------------- | -------------------------------- | ---------------- |
| 07.04.  | BNP Paribas Katowice Open Katowitz, Polen International – 250.000 $ Hartplatz (Halle) – 32E/32Q/16D                     | Alizé Cornet                             | Camila Giorgi                    | 7:63, 5:7, 7:5   |
| 07.04.  | BNP Paribas Katowice Open Katowitz, Polen International – 250.000 $ Hartplatz (Halle) – 32E/32Q/16D                     | Julija Bejhelsymer Olha Sawtschuk        | Klára Koukalová Monica Niculescu | 6:4, 5:7, [10:7] |
| 07.04.  | Copa Claro Colsanitas Bogotá, Kolumbien International – 250.000 $ Sandplatz (rot) – 32E/32Q/16D                         | Caroline Garcia                          | Jelena Janković                  | 6:3, 6:4         |
| 07.04.  | Copa Claro Colsanitas Bogotá, Kolumbien International – 250.000 $ Sandplatz (rot) – 32E/32Q/16D                         | Lara Arruabarrena Vecino Caroline Garcia | Vania King Chanelle Scheepers    | 7:65, 6:4        |
| 14.04.  | BMW Malaysian Open Kuala Lumpur, Malaysia International – 250.000 $ Hartplatz – 32E/24Q/16D                             | Donna Vekić                              | Dominika Cibulková               | 5:7, 7:5, 7:64   |
| 14.04.  | BMW Malaysian Open Kuala Lumpur, Malaysia International – 250.000 $ Hartplatz – 32E/24Q/16D                             | Tímea Babos Chan Hao-ching               | Chan Yung-jan Zheng Saisai       | 6:3, 6:4         |
| 14.04.  | Fed Cup, Halbfinale Ostrava Hartplatz (Halle) Brisbane Hartplatz                                                        | Tschechien Deutschland                   | Italien Australien               | 4:0 3:1          |
| 21.04.  | Grand Prix DE SAR La Princesse Lalla Meryem Marrakesch, Marokko International – 250.000 $ Sandplatz (rot) – 32E/32Q/16D | María Teresa Torró Flor                  | Romina Oprandi                   | 6:3, 3:6, 6:3    |
| 21.04.  | Grand Prix DE SAR La Princesse Lalla Meryem Marrakesch, Marokko International – 250.000 $ Sandplatz (rot) – 32E/32Q/16D | Garbiñe Muguruza Romina Oprandi          | Katarzyna Piter Maryna Zanevska  | 4:6, 6:2, [11:9] |
| 21.04.  | Porsche Tennis Grand Prix (Halle) Stuttgart, Deutschland Premier – 710.000 $ Sandplatz (rot) – 28E/32Q/16D              | Marija Scharapowa                        | Ana Ivanović                     | 3:6, 6:4, 6:1    |
| 21.04.  | Porsche Tennis Grand Prix (Halle) Stuttgart, Deutschland Premier – 710.000 $ Sandplatz (rot) – 28E/32Q/16D              | Sara Errani Roberta Vinci                | Cara Black Sania Mirza           | 6:2, 6:3         |
| 28.04.  | Portugal Open Oeiras, Portugal International – 250.000 $ Sandplatz (rot) – 32E/32Q/16D                                  | Carla Suárez Navarro                     | Swetlana Kusnezowa               | 6:4, 3:6, 6:4    |
| 28.04.  | Portugal Open Oeiras, Portugal International – 250.000 $ Sandplatz (rot) – 32E/32Q/16D                                  | Cara Black Sania Mirza                   | Eva Hrdinová Walerija Solowjowa  | 6:4, 6:3         |

### Mai
| Datum 1 | Turnier | Sieger(in)                            | Finalgegner(in)                       | Ergebnis         |
| ------- | --- | ------------------------------------- | ------------------------------------- | ---------------- |
| 05.05.  | Mutua Madrid Open Madrid, Spanien Premier Mandatory – 3.671.405 € Sandplatz (rot) – 64E/32Q/28D            | Marija Scharapowa                     | Simona Halep                          | 1:6, 6:2, 6:3    |
| 05.05.  | Mutua Madrid Open Madrid, Spanien Premier Mandatory – 3.671.405 € Sandplatz (rot) – 64E/32Q/28D            | Sara Errani Roberta Vinci             | Garbiñe Muguruza Carla Suárez Navarro | 6:3, 6:4         |
| 12.05.  | Internazionali BNL d’Italia Rom, Italien Premier 5 – 2.120.000 $ Sandplatz (rot) – 56E/32Q/28D             | Serena Williams                       | Sara Errani                           | 6:3, 6:0         |
| 12.05.  | Internazionali BNL d’Italia Rom, Italien Premier 5 – 2.120.000 $ Sandplatz (rot) – 56E/32Q/28D             | Květa Peschke Katarina Srebotnik      | Sara Errani Roberta Vinci             | 4:0 Aufgabe      |
| 19.05.  | Internationaux de Strasbourg Straßburg, Frankreich International – 250.000 $ Sandplatz (rot) – 32E/32Q/16D | Mónica Puig                           | Silvia Soler Espinosa                 | 6:4, 6:3         |
| 19.05.  | Internationaux de Strasbourg Straßburg, Frankreich International – 250.000 $ Sandplatz (rot) – 32E/32Q/16D | Ashleigh Barty Casey Dellacqua        | Tatiana Búa Daniela Seguel            | 4:6, 7:5, [10:4] |
| 19.05.  | Nürnberger Versicherungscup Nürnberg, Deutschland International – 250.000 $ Sandplatz (rot) – 32E/16Q/16D  | Eugenie Bouchard                      | Karolína Plíšková                     | 6:2, 4:6, 6:3    |
| 19.05.  | Nürnberger Versicherungscup Nürnberg, Deutschland International – 250.000 $ Sandplatz (rot) – 32E/16Q/16D  | Michaëlla Krajicek Karolína Plíšková  | Ioana Olaru Shahar Peer               | 6:0, 4:6, [10:6] |
| 26.05.  | French Open Paris, Frankreich Grand Slam – 18.718.000 € Sandplatz (rot) – 128E/96Q/64D/32M                 | Marija Scharapowa                     | Simona Halep                          | 6:4, 6:75, 6:4   |
| 26.05.  | French Open Paris, Frankreich Grand Slam – 18.718.000 € Sandplatz (rot) – 128E/96Q/64D/32M                 | Hsieh Su-wei Peng Shuai               | Sara Errani Roberta Vinci             | 6:4, 6:1         |
| 26.05.  | French Open Paris, Frankreich Grand Slam – 18.718.000 € Sandplatz (rot) – 128E/96Q/64D/32M                 | Anna-Lena Grönefeld Jean-Julien Rojer | Julia Görges Nenad Zimonjić           | 4:6, 6:2, [10:7] |

### Juni
| Datum 1 | Turnier                                                                                   | Sieger(in)                             | Finalgegner(in)                        | Ergebnis          |
| ------- | ----------------------------------------------------------------------------------------- | -------------------------------------- | -------------------------------------- | ----------------- |
| 09.06.  | AEGON Classic Birmingham, Großbritannien Premier – 710.000 $ Rasen – 56E/32Q/16D          | Ana Ivanović                           | Barbora Záhlavová-Strýcová             | 6:3, 6:2          |
| 09.06.  | AEGON Classic Birmingham, Großbritannien Premier – 710.000 $ Rasen – 56E/32Q/16D          | Raquel Kops-Jones Abigail Spears       | Ashleigh Barty Casey Dellacqua         | 7:61, 6:1         |
| 16.06.  | AEGON International Eastbourne, Großbritannien Premier – 710.000 $ Rasen – 32E/32Q/16D    | Madison Keys                           | Angelique Kerber                       | 6:3, 3:6, 7:5     |
| 16.06.  | AEGON International Eastbourne, Großbritannien Premier – 710.000 $ Rasen – 32E/32Q/16D    | Chan Hao-ching Chan Yung-jan           | Martina Hingis Flavia Pennetta         | 6:3, 5:7, [10:7]  |
| 16.06.  | Topshelf Open ’s-Hertogenbosch, Niederlande International – 250.000 $ Rasen – 32E/16Q/16D | Coco Vandeweghe                        | Zheng Jie                              | 6:2, 6:4          |
| 16.06.  | Topshelf Open ’s-Hertogenbosch, Niederlande International – 250.000 $ Rasen – 32E/16Q/16D | Marina Eraković Arantxa Parra Santonja | Michaëlla Krajicek Kristina Mladenovic | 0:6, 7:64, [10:8] |
| 23.06.  | Wimbledon Championships London, Großbritannien Grand Slam – £ Rasen – 128E/96Q/64D/32M    | Petra Kvitová                          | Eugenie Bouchard                       | 6:3, 6:0          |
| 23.06.  | Wimbledon Championships London, Großbritannien Grand Slam – £ Rasen – 128E/96Q/64D/32M    | Sara Errani Roberta Vinci              | Tímea Babos Kristina Mladenovic        | 6:1, 6:3          |
| 23.06.  | Wimbledon Championships London, Großbritannien Grand Slam – £ Rasen – 128E/96Q/64D/32M    | Samantha Stosur Nenad Zimonjić         | Chan Hao-ching Maks Mirny              | 6:4, 6:2          |

### Juli
| Datum 1 | Turnier                                                                                                   | Siegerin                               | Finalgegnerin                          | Ergebnis         |
| ------- | --- | -------------------------------------- | -------------------------------------- | ---------------- |
| 07.07.  | BRD Bucharest Open Bukarest, Rumänien International – $ 250.000 Sandplatz (rot) – 32E/32Q/16D             | Simona Halep                           | Roberta Vinci                          | 6:1, 6:3         |
| 07.07.  | BRD Bucharest Open Bukarest, Rumänien International – $ 250.000 Sandplatz (rot) – 32E/32Q/16D             | Elena Bogdan Alexandra Cadanțu         | Çağla Büyükakçay Karin Knapp           | 6:4, 3:6, [10:5] |
| 07.07.  | Nürnberger Gastein Ladies Bad Gastein, Österreich International – $ 250.000 Sandplatz (rot) – 32E/32Q/16D | Andrea Petković                        | Shelby Rogers                          | 6:3, 6:3         |
| 07.07.  | Nürnberger Gastein Ladies Bad Gastein, Österreich International – $ 250.000 Sandplatz (rot) – 32E/32Q/16D | Karolína Plíšková Kristýna Plíšková    | Andreja Klepač María Teresa Torró Flor | 4:6, 6:3, [10:6] |
| 14.07.  | Collector Swedish Open Båstad, Schweden International – $ 250.000 Sandplatz (rot) – 32E/32Q/16D           | Mona Barthel                           | Chanelle Scheepers                     | 6:3, 7:63        |
| 14.07.  | Collector Swedish Open Båstad, Schweden International – $ 250.000 Sandplatz (rot) – 32E/32Q/16D           | Andreja Klepač María Teresa Torró Flor | Jocelyn Rae Anna Smith                 | 6:1, 6:1         |
| 14.07.  | İstanbul Cup Istanbul, Türkei International – $ 250.000 Sandplatz (rot) – 32E/24Q/16D                     | Caroline Wozniacki                     | Roberta Vinci                          | 6:1, 6:1         |
| 14.07.  | İstanbul Cup Istanbul, Türkei International – $ 250.000 Sandplatz (rot) – 32E/24Q/16D                     | Misaki Doi Elina Switolina             | Oksana Kalaschnikowa Paula Kania       | 6:4, 6:0         |
| 21.07.  | Baku Cup Baku, Aserbaidschan International – $ 250.000 Hartplatz – 32E/24Q/16D                            | Elina Switolina                        | Bojana Jovanovski                      | 6:1, 7:62        |
| 21.07.  | Baku Cup Baku, Aserbaidschan International – $ 250.000 Hartplatz – 32E/24Q/16D                            | Alexandra Panowa Heather Watson        | Ioana Olaru Shahar Peer                | 6:2, 7:63        |
| 28.07.  | Bank of the West Classic Stanford, Vereinigte Staaten Premier – $ 710.000 Hartplatz – 28E/32Q/16D         | Serena Williams                        | Angelique Kerber                       | 7:61, 6:3        |
| 28.07.  | Bank of the West Classic Stanford, Vereinigte Staaten Premier – $ 710.000 Hartplatz – 28E/32Q/16D         | Garbiñe Muguruza Carla Suárez Navarro  | Paula Kania Kateřina Siniaková         | 6:2, 4:6, [10:5] |
| 28.07.  | Citi Open Washington D.C., Vereinigte Staaten International – $ 250.000 Hartplatz – 32E/32Q/16D           | Swetlana Kusnezowa                     | Kurumi Nara                            | 6:3, 4:6, 6:4    |
| 28.07.  | Citi Open Washington D.C., Vereinigte Staaten International – $ 250.000 Hartplatz – 32E/32Q/16D           | Shūko Aoyama Gabriela Dabrowski        | Hiroki Kuwata Kurumi Nara              | 6:1, 6:2         |

### August
| Datum 1 | Turnier                                                                                                | Sieger(in)                           | Finalgegner(in)                        | Ergebnis         |
| ------- | --- | ------------------------------------ | -------------------------------------- | ---------------- |
| 04.08.  | Rogers Cup presented by National Bank Montreal, Kanada Premier 5 – $ 2.440.070 Hartplatz – 56E/48Q/28D | Agnieszka Radwańska                  | Venus Williams                         | 6:4, 6:2         |
| 04.08.  | Rogers Cup presented by National Bank Montreal, Kanada Premier 5 – $ 2.440.070 Hartplatz – 56E/48Q/28D | Sara Errani Roberta Vinci            | Cara Black Sania Mirza                 | 7:64, 6:3        |
| 11.08.  | Western & Southern Open Cincinnati, Vereinigte Staaten Premier 5 – $ 2.567.000 Hartplatz – 56E/48Q/28D | Serena Williams                      | Ana Ivanović                           | 6:4, 6:1         |
| 11.08.  | Western & Southern Open Cincinnati, Vereinigte Staaten Premier 5 – $ 2.567.000 Hartplatz – 56E/48Q/28D | Raquel Kops-Jones Abigail Spears     | Tímea Babos Kristina Mladenovic        | 6:1, 2:0 Aufgabe |
| 18.08.  | Connecticut Open New Haven, Vereinigte Staaten Premier – $ 710.000 Hartplatz – 30E/48Q/16D             | Petra Kvitová                        | Magdaléna Rybáriková                   | 6:4, 6:2         |
| 18.08.  | Connecticut Open New Haven, Vereinigte Staaten Premier – $ 710.000 Hartplatz – 30E/48Q/16D             | Andreja Klepač Silvia Soler Espinosa | Marina Eraković Arantxa Parra Santonja | 7:5, 4:6, [10:7] |
| 25.08.  | US Open New York, Vereinigte Staaten Grand Slam – $ Hartplatz – 128E/96Q/64D/32M                       | Serena Williams                      | Caroline Wozniacki                     | 6:3, 6:3         |
| 25.08.  | US Open New York, Vereinigte Staaten Grand Slam – $ Hartplatz – 128E/96Q/64D/32M                       | Jekaterina Makarowa Jelena Wesnina   | Martina Hingis Flavia Pennetta         | 2:6, 6:3, 6:2    |
| 25.08.  | US Open New York, Vereinigte Staaten Grand Slam – $ Hartplatz – 128E/96Q/64D/32M                       | Sania Mirza Bruno Soares             | Abigail Spears Santiago González       | 6:1, 2:6, [11:9] |

### September
| Datum 1 | Turnier | Siegerin                                    | Finalgegnerin                            | Ergebnis          |
| ------- | --- | ------------------------------------------- | ---------------------------------------- | ----------------- |
| 08.09.  | Coupe Banque Nationale présentée par Bell Québec, Kanada International – 220.000 $ Teppich (Halle) – 32E/32Q/16D      | Mirjana Lučić-Baroni                        | Venus Williams                           | 6:4, 6:3          |
| 08.09.  | Coupe Banque Nationale présentée par Bell Québec, Kanada International – 220.000 $ Teppich (Halle) – 32E/32Q/16D      | Lucie Hradecká Mirjana Lučić-Baroni         | Julia Görges Andrea Hlaváčková           | 6:3, 7:68         |
| 08.09.  | Tashkent Open Taschkent, Usbekistan International – 250.000 $ Hartplatz – 32E/24Q/16D                                 | Karin Knapp                                 | Bojana Jovanovski                        | 6:2, 7:64         |
| 08.09.  | Tashkent Open Taschkent, Usbekistan International – 250.000 $ Hartplatz – 32E/24Q/16D                                 | Aleksandra Krunić Kateřina Siniaková        | Margarita Gasparjan Alexandra Panowa     | 6:2, 6:1          |
| 08.09.  | Prudential Hong Kong Tennis Open Hongkong, China International – 250.000 $ Hartplatz – 32E/32Q/16D                    | Sabine Lisicki                              | Karolína Plíšková                        | 7:5, 6:3          |
| 08.09.  | Prudential Hong Kong Tennis Open Hongkong, China International – 250.000 $ Hartplatz – 32E/32Q/16D                    | Karolína Plíšková Kristýna Plíšková         | Patricia Mayr-Achleitner Arina Rodionova | 6:2, 2:6, [12:10] |
| 15.09.  | KIA Korea Open Seoul, Südkorea International – 500.000 $ Hartplatz – 32E/32Q/16D                                      | Karolína Plíšková                           | Varvara Lepchenko                        | 6:3, 6:75, 6:2    |
| 15.09.  | KIA Korea Open Seoul, Südkorea International – 500.000 $ Hartplatz – 32E/32Q/16D                                      | Lara Arruabarrena Vecino Irina-Camelia Begu | Mona Barthel Mandy Minella               | 6:3, 6:3          |
| 15.09.  | Toray Pan Pacific Open Tokio, Japan Premier – 1.000.000 $ Hartplatz – 28E/32Q/16D                                     | Ana Ivanović                                | Caroline Wozniacki                       | 6:2, 7:62         |
| 15.09.  | Toray Pan Pacific Open Tokio, Japan Premier – 1.000.000 $ Hartplatz – 28E/32Q/16D                                     | Cara Black Sania Mirza                      | Garbiñe Muguruza Carla Suárez Navarro    | 6:2, 7:5          |
| 15.09.  | Guangzhou International Women’s Open Guangzhou, Volksrepublik China International – 500.000 $ Hartplatz – 32E/24Q/16D | Monica Niculescu                            | Alizé Cornet                             | 6:4, 6:0          |
| 15.09.  | Guangzhou International Women’s Open Guangzhou, Volksrepublik China International – 500.000 $ Hartplatz – 32E/24Q/16D | Chuang Chia-jung Liang Chen                 | Alizé Cornet Magda Linette               | 2:6, 7:63, [10:7] |
| 22.09.  | Dongfeng Motor Wuhan Open Wuhan, Volksrepublik China Premier 5 – 2.440.070 $ Hartplatz – 56E/32Q/16D                  | Petra Kvitová                               | Eugenie Bouchard                         | 6:3, 6:4          |
| 22.09.  | Dongfeng Motor Wuhan Open Wuhan, Volksrepublik China Premier 5 – 2.440.070 $ Hartplatz – 56E/32Q/16D                  | Martina Hingis Flavia Pennetta              | Cara Black Caroline Garcia               | 6:4, 5:7, [12:10] |
| 29.09.  | China Open Peking, Volksrepublik China Premier Mandatory – 5.427.105 $ Hartplatz – 60E/32Q/28D                        | Marija Scharapowa                           | Petra Kvitová                            | 6:4, 2:6, 6:3     |
| 29.09.  | China Open Peking, Volksrepublik China Premier Mandatory – 5.427.105 $ Hartplatz – 60E/32Q/28D                        | Andrea Hlaváčková Peng Shuai                | Cara Black Sania Mirza                   | 6:4, 6:4          |

### Oktober
| Datum 1 | Turnier | Siegerin                             | Finalgegnerin                          | Ergebnis          |
| ------- | --- | ------------------------------------ | -------------------------------------- | ----------------- |
| 06.10.  | Generali Ladies Linz (Halle) Linz, Österreich International – 250.000 $ Hartplatz – 32E/32Q/16D                        | Karolína Plíšková                    | Camila Giorgi                          | 6:74, 6:3, 7:64   |
| 06.10.  | Generali Ladies Linz (Halle) Linz, Österreich International – 250.000 $ Hartplatz – 32E/32Q/16D                        | Ioana Olaru Anna Tatischwili         | Annika Beck Caroline Garcia            | 6:2, 6:1          |
| 06.10.  | Japan Women’s Open Tennis Osaka, Japan International – 250.000 $ Hartplatz – 32E/32Q/16D                               | Samantha Stosur                      | Sarina Dijas                           | 7:67, 6:3         |
| 06.10.  | Japan Women’s Open Tennis Osaka, Japan International – 250.000 $ Hartplatz – 32E/32Q/16D                               | Shūko Aoyama Renata Voráčová         | Lara Arruabarrena Vecino Tatjana Maria | 6:1, 6:2          |
| 06.10.  | Tianjin Open Tianjin, China International – 250.000 $ Hartplatz – 32E/32Q/16D                                          | Alison Riske                         | Belinda Bencic                         | 6:3, 6:4          |
| 06.10.  | Tianjin Open Tianjin, China International – 250.000 $ Hartplatz – 32E/32Q/16D                                          | Alla Kudrjawzewa Anastasia Rodionova | Sorana Cîrstea Andreja Klepač          | 6:76, 6:2, [10:8] |
| 13.10.  | Kremlin Cup (Halle) Moskau, Russland Premier – 710.000 $ Hartplatz – 28E/32Q/16D                                       | Anastassija Pawljutschenkowa         | Irina-Camelia Begu                     | 6:4, 5:7, 6:1     |
| 13.10.  | Kremlin Cup (Halle) Moskau, Russland Premier – 710.000 $ Hartplatz – 28E/32Q/16D                                       | Martina Hingis Flavia Pennetta       | Caroline Garcia Arantxa Parra Santonja | 6:3, 7:5          |
| 13.10.  | BGL BNP PARIBAS Luxembourg Open (Halle) Luxemburg (Stadt), Luxemburg International – 250.000 $ Hartplatz – 32E/32Q/16D | Annika Beck                          | Barbora Záhlavová-Strýcová             | 6:2, 6:1          |
| 13.10.  | BGL BNP PARIBAS Luxembourg Open (Halle) Luxemburg (Stadt), Luxemburg International – 250.000 $ Hartplatz – 32E/32Q/16D | Timea Bacsinszky Kristina Barrois    | Lucie Hradecká Barbora Krejčíková      | 3:6, 6:4, [10:4]  |
| 20.10.  | WTA Finals Singapur Jahresendveranstaltung – 6.500.000 $ 8E/8D                                                         | Serena Williams                      | Simona Halep                           | 6:3, 6:0          |
| 20.10.  | WTA Finals Singapur Jahresendveranstaltung – 6.500.000 $ 8E/8D                                                         | Cara Black Sania Mirza               | Peng Shuai Hsieh Su-wei                | 6:1, 6:0          |
| 27.10.  | Garanti Koza Tournament of Champions (Halle) Sofia, Bulgarien Jahresendveranstaltung – 750.000 $ Hartplatz – 8E        | Andrea Petković                      | Flavia Pennetta                        | 1:6, 6:4, 6:3     |

### November
| Datum 1 | Turnier                                | Siegerin   | Finalgegnerin | Ergebnis |
| ------- | -------------------------------------- | ---------- | ------------- | -------- |
| 03.11.  | Fed Cup, Finale Prag Hartplatz (Halle) | Tschechien | Deutschland   | 3:1      |

## Rücktritte
Die folgenden Spielerinnen beendeten 2014 ihre Tenniskarriere:
- Sacha Jones – 23. Dezember 2013 (nach der Qualifikation der ASB Classic 2014 im Januar 2014)[5][6]
- Edina Gallovits-Hall – Februar 2014[7]
- Dinara Safina – 7. Mai 2014[8]
- Amra Sadikovic – 14. Mai 2014[9]
- Catalina Castaño – August 2014 (bekannt geworden)[10]
- Iveta Melzer – 15. August 2014[11]
- Yvonne Meusburger – 26. August 2014[12]
- Stéphanie Dubois – 8. September 2014[13]
- Li Na – 19. September 2014[14]
- Mallory Burdette – 13. Oktober 2014[15]
- Kristina Barrois – 18. Oktober 2014[16][17]

## Geldrangliste
Insgesamt wurden 2014 auf der WTA Tour 118 Millionen US-Dollar an Preisgeldern ausgelobt. Zusätzlich zu den Turnierpreisgeldern wurden von der WTA insgesamt 2.650.000 US-Dollar als Bonuszahlungen an die Spielerinnen überwiesen.
Die 30 Topverdiener der Saison 2014 (in US-Dollar)
| Platz | Spielerin                    | Einzel    | Doppel    | Mixed  | Bonus   | Gesamt    |
| ----- | ---------------------------- | --------- | --------- | ------ | ------- | --------- |
| 1.    | Serena Williams              | 8.823.749 | 43.549    |        | 450.000 | 9.317.298 |
| 2.    | Marija Scharapowa            | 5.439.357 |           |        | 400.000 | 5.839.357 |
| 3.    | Petra Kvitová                | 4.845.342 | 7.894     |        | 350.000 | 5.203.236 |
| 4.    | Simona Halep                 | 4.506.687 | 13.076    |        |         | 4.519.763 |
| 5.    | Li Na                        | 3.409.885 |           |        |         | 3.409.885 |
| 6.    | Caroline Wozniacki           | 3.172.350 |           |        | 200.000 | 3.372.350 |
| 7.    | Eugenie Bouchard             | 3.196.832 | 24.097    |        |         | 3.220.929 |
| 8.    | Agnieszka Radwańska          | 2.745.411 |           |        | 450.000 | 3.195.411 |
| 9.    | Sara Errani                  | 1.363.388 | 1.001.168 |        | 225.000 | 2.589.556 |
| 10.   | Jekaterina Makarowa          | 1.706.456 | 549.854   |        | 62.000  | 2.318.310 |
| 11.   | Ana Ivanović                 | 2.312.204 | 5.445     |        |         | 2.317.649 |
| 12.   | Flavia Pennetta              | 1.943.590 | 314.655   |        |         | 2.258.245 |
| 13.   | Peng Shuai                   | 1.204.005 | 841.827   |        |         | 2.045.832 |
| 14.   | Dominika Cibulková           | 1.905.160 | 28.574    |        |         | 1.933.734 |
| 15.   | Angelique Kerber             | 1.572.549 | 3.036     |        | 287.000 | 1.862.585 |
| 16.   | Lucie Šafářová               | 1.486.416 | 157.641   |        |         | 1.644.057 |
| 17.   | Roberta Vinci                | 555.892   | 1.001.168 |        |         | 1.557.060 |
| 18.   | Jelena Janković              | 1.183.347 | 101.167   |        | 225.000 | 1.509.514 |
| 19.   | Carla Suárez Navarro         | 1.059.976 | 283.801   |        |         | 1.343.777 |
| 20.   | Andrea Petković              | 1.177.686 | 125.035   |        |         | 1.302.721 |
| 21.   | Venus Williams               | 1.198.812 | 43.549    |        |         | 1.242.361 |
| 22.   | Alizé Cornet                 | 1.054.071 | 50.186    | 9.398  |         | 1.113.655 |
| 23.   | Garbiñe Muguruza             | 807.885   | 296.939   |        |         | 1.104.824 |
| 24.   | Samantha Stosur              | 883.928   | 96.004    | 76.028 |         | 1.055.960 |
| 25.   | Sabine Lisicki               | 887.698   | 146.698   |        |         | 1.034.396 |
| 26.   | Jelena Wesnina               | 398.486   | 548.336   | 3.531  |         | 950.353   |
| 27.   | Barbora Záhlavová-Strýcová   | 795.059   | 149.140   |        |         | 944.199   |
| 28.   | Casey Dellacqua              | 708.771   | 149.087   | 18.346 |         | 876.204   |
| 29.   | Wiktoryja Asaranka           | 869.264   |           |        |         | 869.264   |
| 30.   | Anastassija Pawljutschenkowa | 697.173   | 168.655   |        |         | 865.828   |